# Alta Velocidad Española

AVE logo

Overzicht met in gebruik zijnde en geplande lijnen met jaar van ingebruikname, 2023

Alta Velocidad Española, afgekort AVE, is een hogesnelheidstreindienst in Spanje met snelheden tot 310 km/h van de Spaanse nationale spoorwegmaatschappij Renfe.
De Spaanse hogesnelheidslijnen zijn eigendom van en worden uitgebaat door Adif (Administrador de Infraestructuras Ferroviarias). Op hetzelfde netwerk rijden ook andere hogesnelheidstreinen van de Renfe (Avant, Alvia) en twee concurrerende maatschappijen: SNCF Quigo en Iryo. Avant-treinen rijden net als de AVE aan hoge snelheid, maar doen dit op kortere (medium) afstand. Alvia-treinen rijden met een maximumsnelheid van 250 km/h op het hogesnelheidsnet, maar kunnen daarnaast op het reguliere Spaanse breedspoor rijden.
De eerste AVE-dienst werd geïntroduceerd in 1992, tussen Madrid en Sevilla. In tegenstelling tot de rest van het Spaanse spoornetwerk, dat het bredere Iberisch breedspoor (1668 mm) gebruikt, werden de hogesnelheidslijnen aangelegd met normaalspoor (1435 mm).
AVE verwijst zowel naar de treindienst zelf als naar het onderdeel van de Spaanse nationale spoorwegmaatschappij Renfe Operadora dat de hogesnelheidstreinen exploiteert. Naast de Spaanse vertaling van "Spaanse hoge snelheid" is het ook een woordspeling op het woord ave, dat "vogel" betekent.

## Lijnen
AVE heeft treindiensten op alle hogesnelheidslijnen in Spanje.

### Internationaal
Vanaf de zomer van 2023 rijden er opnieuw AVE naar Frankrijk, ditmaal niet meer in samenwerking maar in concurrentie met de TGV inOui van de SNCF:
- Barcelona - Lyon
- Madrid - Marseille

## Treinmaterieel
| Serie     | In dienst | Aantal | Fabrikant                      | Type                             | Vmax | Zitplaatsen | Treindienst   |
| --------- | --------- | ------ | ------------------------------ | -------------------------------- | ---- | ----------- | ------------- |
| Renfe 100 | 1992/95   | 24     | GEC-Alsthom en CAF/MTM/Ateinsa | TGV Atlantique                   | 300  | 345         | AVE           |
| Renfe 102 | 2005/07   | 16     | Talgo/Bombardier               | T 350 pendular                   | 330  | 316         | AVE           |
| Renfe 103 | 2007/08   | 26     | Siemens/CAF/Alstom             | Velaro E (ICE 3)                 | 350  | 403         | AVE           |
| Renfe 104 | 2004/06   | 20     | Alstom/CAF                     | ETR 460 zonder kantelmechanisme  | 250  | 236         | Avant         |
| Renfe 106 | 2024      | 10     | Talgo/ABB                      | Avril, spoorbreedte instelbaar   | 330  | 507         | AVE           |
| Renfe 106 | 2024      | 10     | Talgo/ABB                      | Avril, alleen voor 1435 mm spoor | 330  | 507         | AVE           |
| Renfe 106 | 2024      | 5      | Talgo/ABB                      | Avril, spoorbreedte instelbaar   | 330  | 581         | Avlo          |
| Renfe 106 | 2024      | 5      | Talgo/ABB                      | Avril, alleen voor 1435 mm spoor | 330  | 581         | Avlo          |
| Renfe 107 |           | 13     | Talgo/ABB                      | Avril                            | 330  | 507         | AVE           |
| SNCF 108  | 2021      | 14     | Alstom                         | TGV EuroDuplex                   | 320  | 510         | Ouigo         |
| Ilsa 109  | 2022      | 20     | Hitachi/Bombardier             | ETR 1000                         | 400  | 457         | Iryo          |
| Renfe 112 | 2010/13   | 30     | Talgo/Bombardier               | T 350 pendular                   | 330  | 363         | AVE           |
| Renfe 114 | 2011      | 13     | Alstom/CAF                     | ETR 460 zonder kantelmechanisme  | 250  | 236         | Avant         |
| Renfe 120 | 2006      | 12     | Alstom/CAF                     |                                  | 250  | 237         | Alvia, Avant  |
| Renfe 120 | 2011      | 15     | Alstom/CAF                     |                                  | 250  | 226         | Alvia         |
| Renfe 121 | 2009/11   | 29     | Alstom/CAF                     |                                  | 250  | 280         | IC, Avant, MD |
| Renfe 130 | 2007/10   | 30     | Talgo/Bombardier               |                                  | 250  | 298         | Alvia         |
| Renfe 730 | 2012/16   | 15     | Talgo/Bombardier               | Hybride                          | 250  | 264         | Alvia         |